# 大武斑叶兰
大武斑叶兰为兰科斑叶兰属下的一个种，生长在海拔700-1600米的林下阴处。模式标本采自台湾。此花有栽培，具有观赏价值。